# Amblypodia lupola
Amblypodia lupola är en fjärilsart som beskrevs av William Chapman Hewitson. Amblypodia lupola ingår i släktet Amblypodia och familjen juvelvingar. Inga underarter finns listade i Catalogue of Life.